# 어린이 모험극 스파크
《어린이 모험극 스파크》는 2009년 2월 23일부터 2009년 6월 2일까지 EBS에서 방송한 퓨전 사극이다. 과거와 현재를 넘나드는 상황이 설정되었다.

## 출연자
- 연구만 : 손윤상
- 조수해 : 이하은
- 얼래 : 최유진
- 꼴래 : 김정섭
- 히스터 : 김강일
- 연달 : 곽종우
- 연설 : 이소영
- 세종 : 유승목
- 장영실 : 양현태

## 방송 회차

### 2009년
| 회차 | 방송일   | 부제                           | 관련 인물      |
| ---- | -------- | ------------------------------ | -------------- |
| 1    | 2월 23일 | 조선최고의 과학자 장영실       | 장영실         |
| 2    | 2월 24일 | 스스로 치는 시계 자격루        | 장영실         |
| 3    | 3월 2일  | 아버지를 아버지라 부를 수 없다 | 허준           |
| 4    | 3월 3일  | 인술을 펼친 의성               | 허준           |
| 5    | 3월 9일  | 병마 극복을 향한 끝없는 도전   | 허준           |
| 6    | 3월 10일 | 조선의학의 결정체 동의보감     | 허준           |
| 7    | 3월 16일 | 대한국인 안중근                | 안중근         |
| 8    | 3월 17일 | 위기의 안중근을 구하라         | 안중근         |
| 9    | 3월 22일 | 꼬레아 후라                    | 안중근         |
| 10   | 3월 23일 | 내 마음의 안중근 의사          | 안중근         |
| 11   | 4월 6일  | 암행어사 출두요                | 박문수         |
| 12   | 4월 17일 | 될성부른 나무 떡잎부터 안다    | 박문수         |
| 13   | 4월 13일 | 무주 구천동의 옥황상제         | 박문수         |
| 14   | 4월 24일 | 대도 천리마의 정체             | 박문수         |
| 15   | 4월 20일 | 화약의 비법을 찾아서           | 최무선         |
| 16   | 4월 21일 | 화약을 만들어라                | 최무선         |
| 17   | 4월 27일 | 화통도감을 만들다              | 최무선         |
| 18   | 4월 28일 | 최무선의 화약수련법            | 최무선         |
| 19   | 5월 11일 | 평생친구가 된 개구쟁이들       | 이항복, 이덕형 |
| 20   | 5월 12일 | 벌떡 일어난 시체               | 이항복, 이덕형 |
| 21   | 5월 18일 | 새신랑들의 담력 겨루기         | 이항복, 이덕형 |
| 22   | 5월 19일 | 미투리 약재와 얼어붙은 코      | 이항복, 이덕형 |
| 23   | 5월 25일 | 지도를 만들어야 한다           | 김정호         |
| 24   | 5월 26일 | 평생을 함께한 친구들           | 김정호         |
| 25   | 6월 1일  | 진짜 보물은 무엇일까?          | 김정호         |
| 26   | 6월 2일  | 불가사의한 작품 대동여지도     | 김정호         |

## 줄거리
가까운 미래에 인류의 염원인 타임머신이 한국의 연구만 박사에 의해 개발된다. 먹성 좋은 아들 달과 역사 지식이 풍부한 딸 설, 그리고 명석한 대학생이자 자신의 조수인 조수해와 함께 타임머신에 탄 연구만 박사는 과거와 미래를 오가며 시간여행을 하게 된다. 한편 우주 저 멀리 알렉산드로 행성에 사는 독재자 히스터는 전 우주를 지배하고 지구의 역사를 바꿀 계략으로 얼레와 꼴레에게 연박사 일행을 방해하라고 지시한다. 과연 연박사 일행은 지구의 역사를 안전하게 지킬 수 있을 것인가?

## 관련 기사
- 권경성 기자 (2009년 2월 22일). “EBS 어린이 역사 드라마 부활”. 미디어 오늘.

| 한국교육방송공사의 어린이 역사 드라마      | 한국교육방송공사의 어린이 역사 드라마     | 한국교육방송공사의 어린이 역사 드라마 |
| 이전 작품                                  | 작품명                                    | 다음 작품                             |
| ------------------------------------------ | ----------------------------------------- | ------------------------------------- |
| 점프 2 (2006년 3월 13일 ~ 2006년 8월 22일) | 스파크 (2009년 2월 23일 ~ 2009년 6월 2일) | -                                     |